# بخش قلعه‌چای
بخش قلعه‌چای یکی از بخش‌های شهرستان عجب‌شیر در استان آذربایجان شرقی در شمال غربی ایران است.

## تقسیمات کشوری
- بخش قلعه‌چای
  - دهستان دیزج‌رود شرقی
  - دهستان کوهستان

شهر : جوان‌قلعه

## جمعیت
بنابر سرشماری مرکز آمار ایران، جمعیت بخش قلعه چای شهرستان عجب شیر در سال ۱۳۸۵ برابر با ۱۸۷۳۵ نفر بوده‌است.

## گردشگری
بخش قلعه چای یکی از مناطق زیبای گردشگری شهرستان عجب شیر و حتی استان می‌باشد. از جمله موارد قابل ذکر آن می‌توان به قلعه ضحاک، کوه زندان، کتیبه اورارتو و خانه اربابی جوانقلعه... و همچنین آبشارهای چاخ چاخ و شرشر و دره کبوتران و ساحل سرسبز قلعه چای نام برد.